# Praça da Bandeira (Teresina)
A Praça Marechal Deodoro da Fonseca, mais conhecida como Praça da Bandeira é um logradouro situado na área central da cidade de Teresina.

## História
A praça nasceu junto com a construção de Teresina, o núcleo de povoamento inicial da nova Capital, cuja inauguração foi em 16 de agosto de 1852, e foi ao redor da praça que emanou a feitura urbana da cidade que foi construída para ser a nova capital da província do Piauí.
A atual Praça  Marechal Deodoro da Fonseca, foi denominada informalmente pelo teresinenses como Praça da Bandeira, que recebeu esse nome por conta dos juramentos à bandeira que ali ocorria pelos recrutas da época, ou conhecida também como Largo do Amparo por esta localizada a igreja matriz. o Marco Zero serviu como ponto de partida para a expansão da cidade, foi circundado pelos principais órgãos administrativos e culturais da época. Passou a ser lugar de encontro, onde a sociedade usava para manter suas relações de interesse social e como palco de grandes manifestações que ocorreram na época.
Na década de 1970, existiu um pequeno zoológico, desativado pela reforma em seu sítio conduzida pelo paisagista Roberto Burle Marx, incluindo fontes e o tradicional pombal.

## Patrimônio arquitetônico
A praça é contornada acima pela Igreja de Nossa Senhora do Amparo, prédio sede do Ministério da Fazenda no Piauí, lado oeste Mercado Central São José, Museu do Piauí, lado leste a prefeitura que é sediada no Palácio da Cidade de Teresina, a antiga sede da Justiça Federal hoje biblioteca, palacete sede da Fundação Wall Ferraz e outros dois casarões históricos sede da FUNDAC e Diário Oficial do Estado do Piauí. No seu centro da praça há o Monumento do Marco Zero de Teresina, também um anfiteatro chamado Teatro de Arena que é utilizado em diversos eventos inclusive o tradicional Encontro Nacional de Violeiros.

## Galeria de imagens

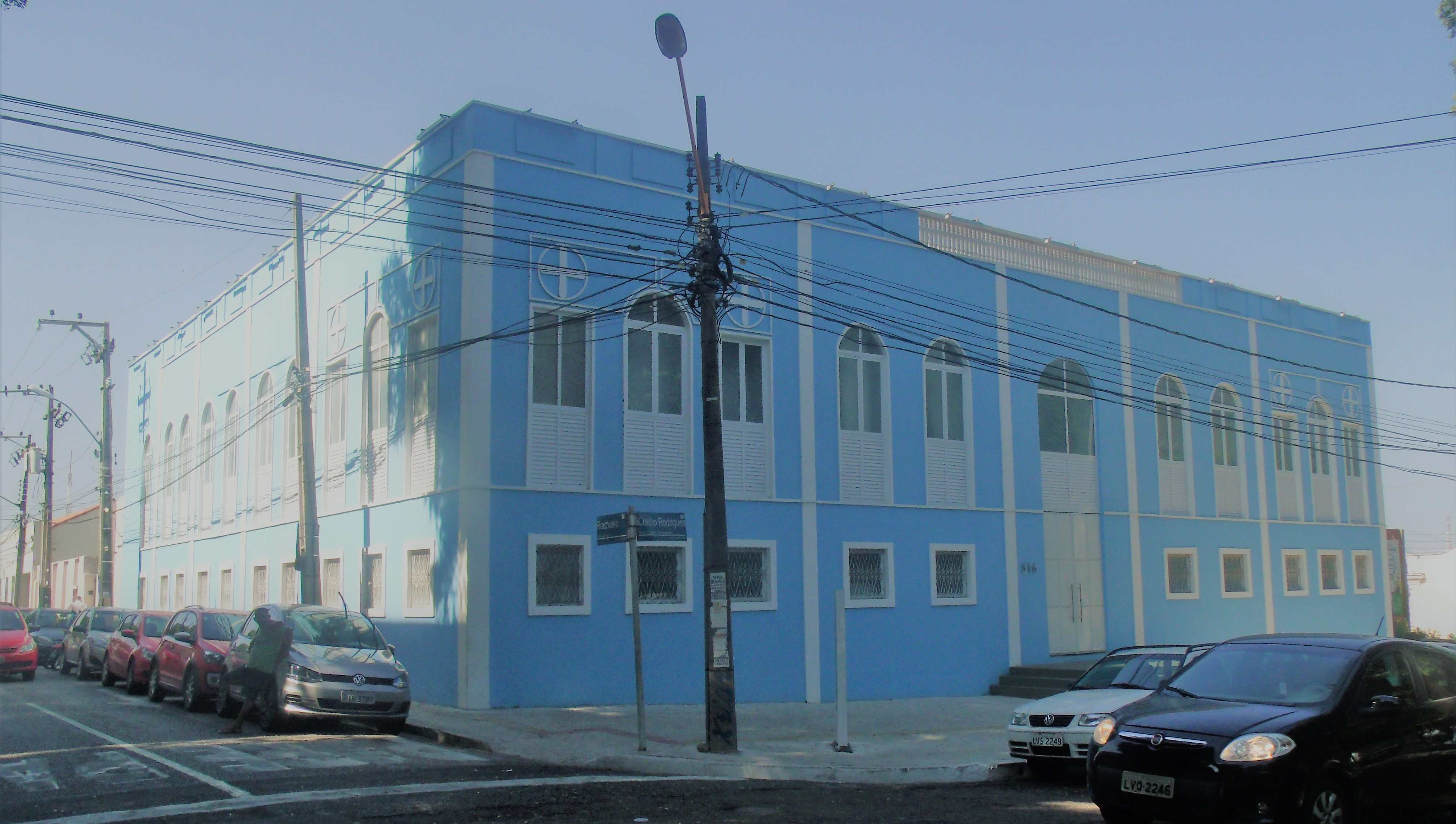
Palácio da Cultura, sede da Secretaria da Cultura do Estado do Piauí.
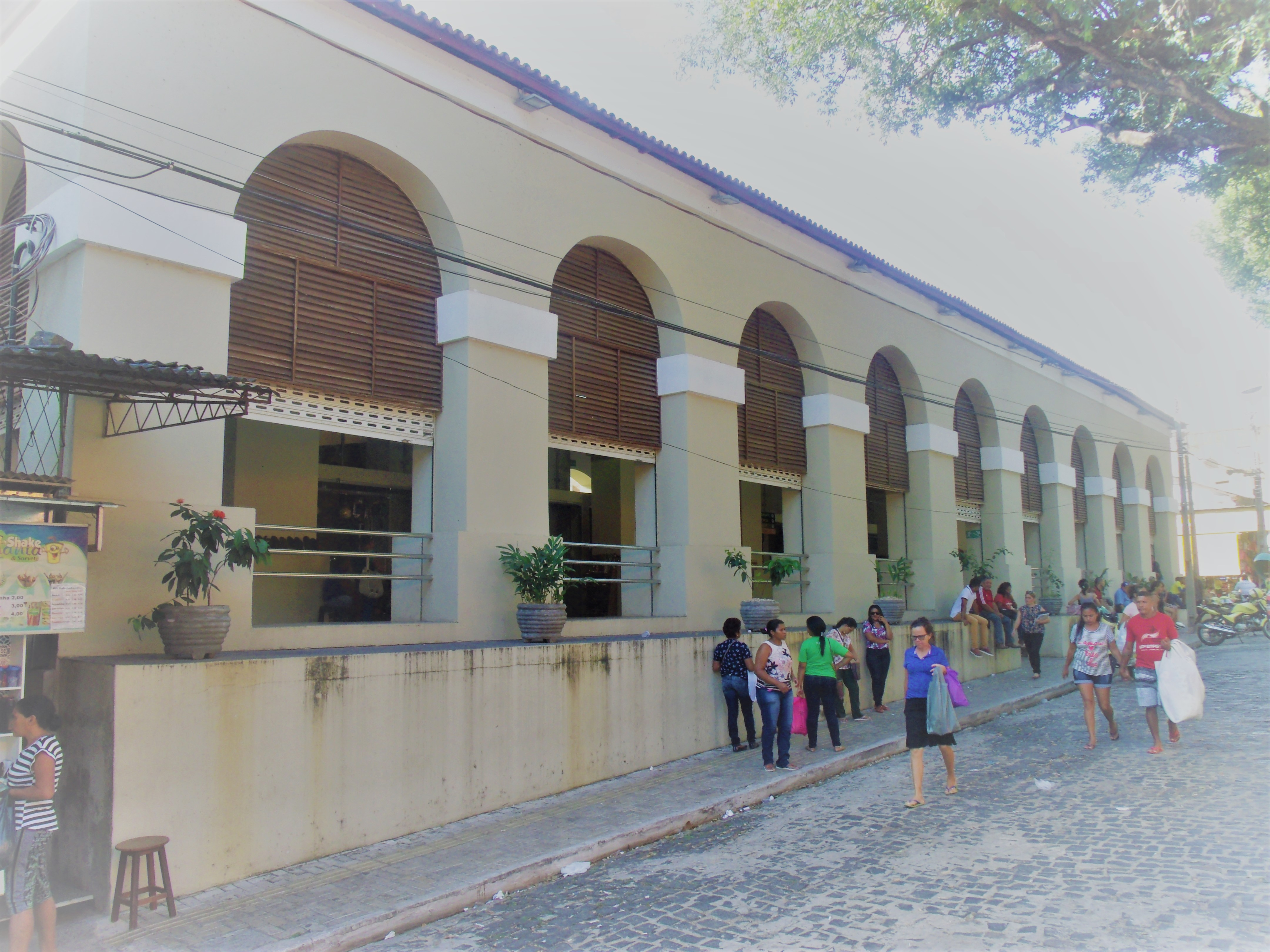
Arcos do  Mercado Central de Teresina, um dos históricos edifícios da praça.
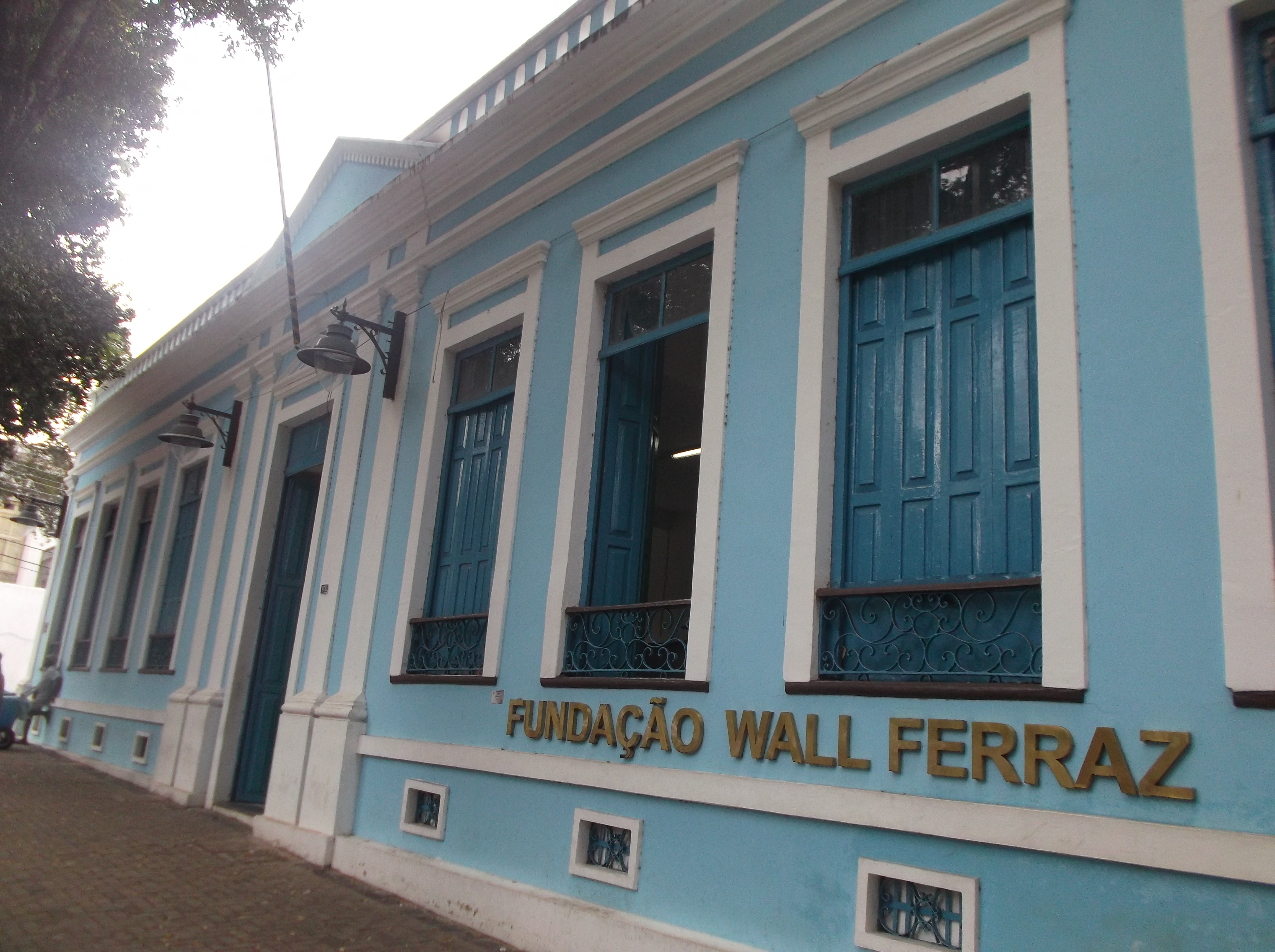
Sede da Fundação Wall Ferraz
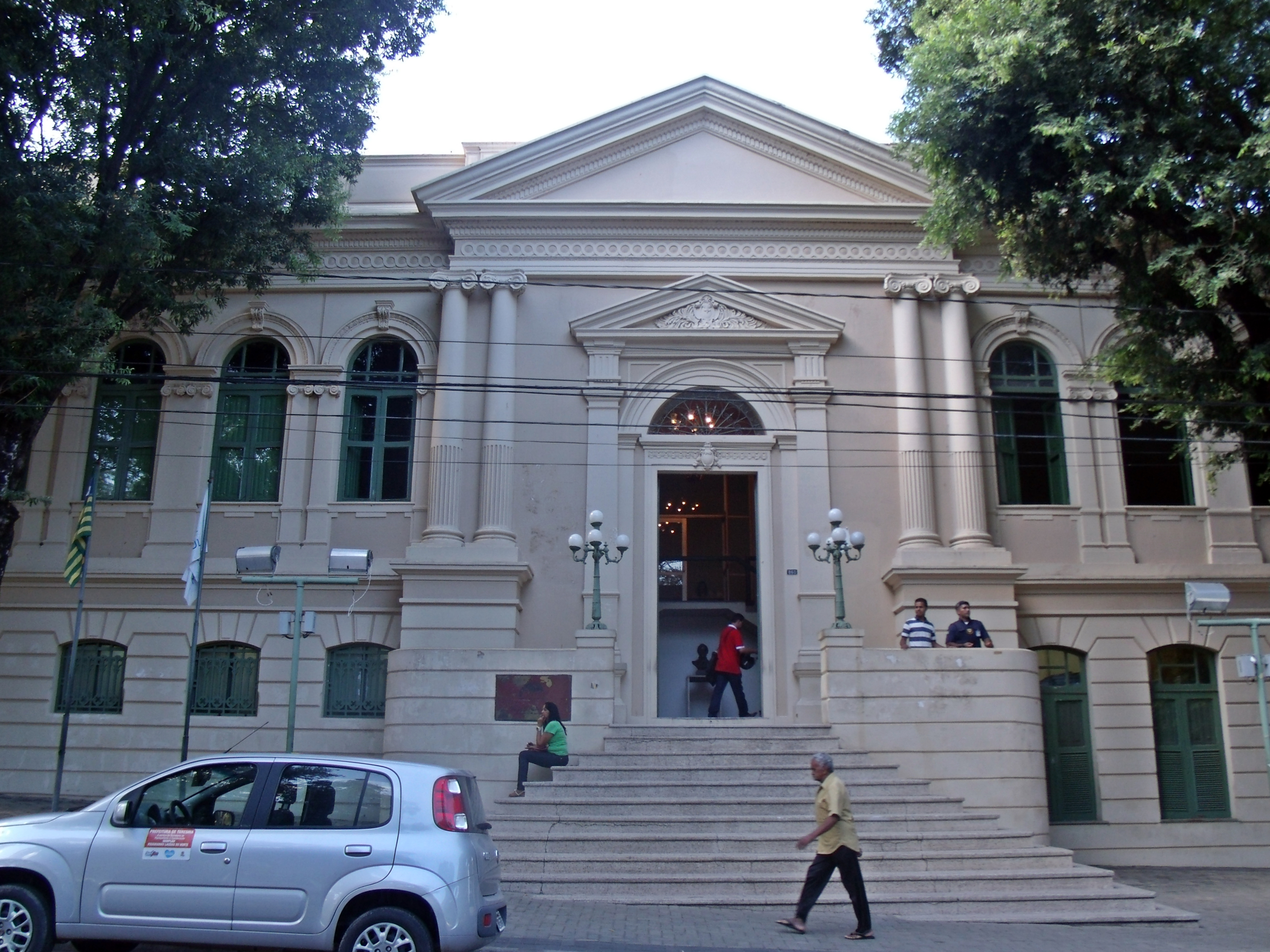
Entrada principal da prefeitura Palácio da Cidade (Teresina).
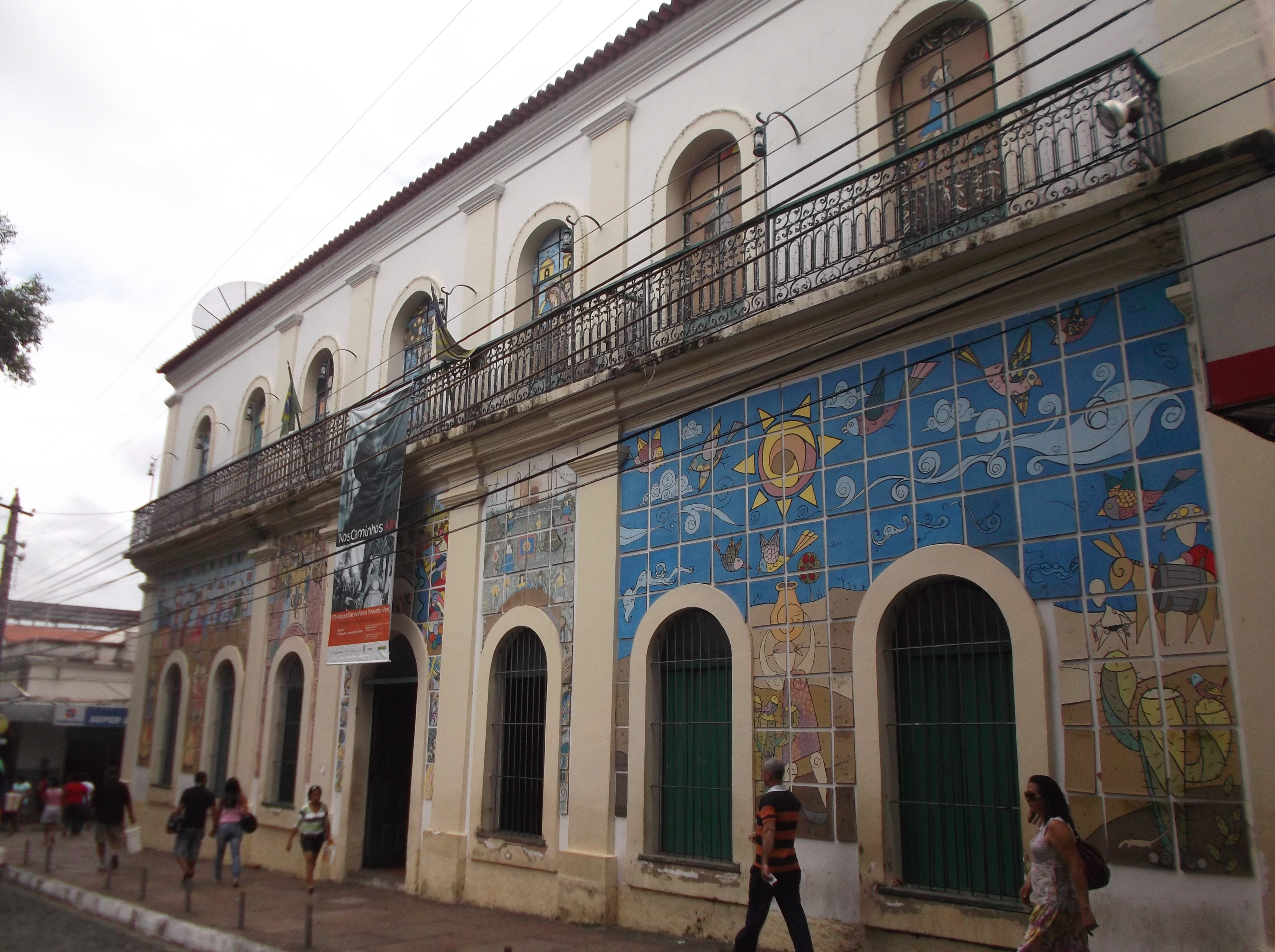
Edifício do Museu do Piauí.